# Gu Xiaoli
Gu Xiaoli, född den 28 mars 1971 i Kina, är en kinesisk roddare.
Hon tog OS-brons i dubbelsculler i samband med de olympiska roddtävlingarna 1992 i Barcelona.